# Antrostomus carolinensis
Antrostomus carolinensis és una espècie d'ocell de la família dels caprimúlgids (Caprimulgidae) que habita boscos decidus i subtropicals, criant al sud-est dels Estats Units, des de l'est de Kansas, sud d'Iowa, centre d'Illinois i d'Indiana, Ohio, Virgínia Occidental, Maryland, Nova Jersey, sud de Nova York i de Massachusetts cap al sud fins al sud de Texas, i sud de Florida. En hivern arriba fins a l'est de Mèxic, Amèrica Central, Bahames, Antilles i oest de Colòmbia i Veneçuela.
En diverses llengües rep el nom de "enganyapastors de Carolina" (Espanyol: Chotacabras de la Carolina. Francès: Engoulevent de Caroline).